# (15107) Toepperwein
(15107) Toepperwein est un astéroïde de la ceinture principale découvert le 2 février 2000 par l'équipe du projet LINEAR à Socorro. Ses désignations temporaires sont 2000 CR49, 1993 BT13 et 1998 WK20.
Il a été nommé en l'honneur de Mary Anne J. Toepperwein, qui a financé une élève.
Le 8 mai 2021 est annoncée la découverte d'un satellite autour de cet astéroïde.